# Oesterdeichstrich
Oesterdeichstrich er en landsby og kommune i det nordlige Tyskland, beliggende i Amt Büsum-Wesselburen under Kreis Dithmarschen. Kreis Dithmarschen ligger i den sydvestlige del af delstaten Slesvig-Holsten.

## Geografi
Oesterdeichstrich er beliggende tæt ved diget, som i 1585 forbandt den daværende ø Büsum med fastlandet. I det landligt prægede område, lever op til 100 forskellige fuglearter.
Bundesstraße 203 mellem Heide og Büsum går gennem området. Desuden ligger Flugplatz Heide-Büsum i kommunen.

### Nabokommuner
Nabokommuner er (med uret fra nord): Reinsbüttel, Friedrichsgabekoog, Warwerort, Büsumer Deichhausen, Westerdeichstrich og Hedwigenkoog (alle i Kreis Dithmarschen).